# Grim Reality
Grim Reality è il primo EP della band death metal/grindcore Macabre, pubblicato nel 1987. Nel 1990, e nella ristampa del 2001, è stato incluso come bonus in Gloom.
Nella versione in ristampa del 1990 comprendeva anche le canzoni Disease e Natural Disaster.

## Tracce
1. Serial Killer – 1:51
2. Mr. Albert Fish (Was Children You Favorite Dish?) – 2:33
3. Mass Murderer a. Sulfuric Acid b. Morbid Curiosity c. Lethal Injection – 1:25
4. Son of Sam – 1:54
5. Hot Rods to Hell – 1:50
6. Ed Gein – 2:55

Tracce bonus - ristampa del 1990
1. Disease
2. Natural Disaster

## Formazione
- Corporate Death - voce, chitarra
- Nefarious - basso, cori
- Dennis the Menace - batteria